# Субарахноидално крварење
Субарахноидално крварење (САК) је појава крви у субарахноидалном простору (подручје између арахноидне мембране и пиа матер) који окружује мозак.   Примарни симптом је изненадна, јака главобоља, коју неки пацијенти описују као најгору главобољу коју су икада осетили. Уз главобољу могу се јавити мучнина, повраћање, укочен врат, проблеми са видом, кратак губитак свести.
Крварење се обично дешава када неправилна избочина у крвном суду (анеуризма) мозга пукне. Понекад је крварење узроковано траумом, спетом крвних судова у мозгу (артериовенска малформација) или другим аномалијама крвних судова или неких здравствених проблема. Спонтани облик САК се јавља код отприлике једног на 10.000 људи годишње. Жене су чешће погођене него мушкарци. Иако са годинама САК постаје све чешћи, око 50% људи је млађе од 55 година.  Како је САК облик можданог удара оно чини око 5% свих можданих удара. Хирургија анеуризме је уведена 1930-их. Од 1990-их, многе анеуризме се лече мање инвазивном процедуром која се зове ендоваскуларно увијање, која се спроводи кроз велики крвни суд.
Ако се не лечи, субарахноидално крварење може довести до трајног оштећења мозга или смрти. Скоро половина пацијенти са САК због анеуризме умре у року од 30 дана, а око трећине оних који преживе имају сталне проблеме.  Између 10%  и 15% умре пре него што стигне у болницу.
Терапија мора бити брза неурохируршка или ендоваскуларна.  Лекови као што је лабеталол потребни су за снижавање крвног притиска док не дође до хируршке корекције. Нимодипин, блокатор калцијумских канала, се често користи за спречавање вазоспазма. Рутинска употреба лекова за спречавање даљих напада је од нејасне користи.
Право субарахноидно крварење се може помешати са псеудосубарахноидалним крварењем, очигледним појачаним слабљењем сигнала на компјутеризованој томографији унутар базалних цистерни које имитирају право субарахноидно крварење.  Ово се дешава у случајевима тешког церебралног едема, као што је церебрална хипоксија. Може се јавити и због интратекално примењеног контрастног материјала, цурења високе дозе интравенозног контрастног материјала у субарахноидне просторе, или код пацијената са тромбозом церебралних венских синуса, тешким менингитисом, лептоменингеалном карциноматозом,  интракранијалном хипотензијом, церебеларним инфарктом. , или билатерални субдурални хематоми.

## Епидемиологија
Морбидитет/морталитет
Субарахноидално крварење, које је врста можданог удара (апоплексије), одговорно је за 6% до 10% можданих удара. Према тренутним студијама, инциденција у индустријализованим земљама је око 10 људи на 100.000 становника годишње. Широм света, инциденција се прилично разликује између 2 (Кина) и 22 (Финска) особа на 100.000 становника годишње.
Између 1960. и 1995. године, шестомесечни морталитет од анеуризматичног САК-а смањен је за 15%, али морталитет и дање остаје 27% до 44% са значајном регионалном варијабилности. До 25% пацијената умре у року од 24 сата, а око 40% оболелих умре у првих 30 дана након догађаја. Тромесечна стопа морталитета може бити и до 50% без раног дефинитивног лечења.  Поред тога, 33% преживелих од САК пати од неуролошких дефицита који утичу на њихов свакодневни живот па се и до 50% преживелих никада не враћа на посао.
Стопа морталитета код рекурентног крварења је 50% до 70%.
Старост
Иако се САК може појавити у било ком узрасту старосна расподела спонтаног субарахноидалног крварења разликује се од старосне дистрибуције исхемијског можданог удара. САК се најчешће јавља код људи старијих од 50 година.
Пол
Жене су погођене САК нешто чешће од мушкараца.

## Клиничка слика
Класични симптом субарахноидалног крварења је „главобоља попут  удара грома (такође описана „као ударац ногом у главу“  или „најјача главобоља икада доживљена“) која се развија у року од неколико секунди или минута. Бол се често осећа и као пулсирање према потиљку (задњи део главе). Отприлике трећина оболелих нема друге симптоме осим главоноље.
Повраћање може бити присутно код једног од 14 пацијената може доживи епизоде конвулзија. Штавише, може доћи до менталне конфузије, смањеног нивоа свести или стања коме, као и укочености врата и других симптома менингизма. Укоченост врата се обично јавља шест сати након иницијалне појаве САК. 
Изоловано проширење једне зенице и губитак светлосног рефлекса зенице могу бити знак хернијације мозга услед повећања интракранијалног притиска. 
Интраокуларно крварење (крварење из очне јабучице) може се јавити као одговор на хипертензивну епизоду (ово је познато као Терсонов синдром, који се јавља у 3% до13% случајева) и уобичајено је у тежим случајевима САК.
Абнормалности покрета очију (очи које гледају надоле и споља и немогућност подизања капка на истој страни) или парализа (губитак осећаја) може указивати на крварење задње комуникационе артерије. Напади су чешћи ако је крварење резултат руптуре анеуризме  .
Као резултат крварења, тело производи велике количине адреналина и сличних хормона. То доводи до наглог повећања крвног притиска, срце је под знатним оптерећењем и може доћи до едема плућа (накупљање течности у плућима ), срчаних аритмија (неправилности у откуцајима и ритму срца), док се промене на електрокардиограму јављају код 27% пацијената. или у 3% случајева код срчаног застоја.
Субарахноидално крварење се такође може јавити код људи који су претрпели повреду главе. Код таквих повреда симптоми могу укључивати главобољу, смањен ниво свести и хемипарезу (тешкоће у кретању једне стране тела). САК који је чест догађај код трауматских повреда мозга може довести до  лоше прогнозе ако је повезан са погоршањем нивоа свести.
| Оцена | Знаци и симптоми                                                                                       | Опстанак |
| ----- | --- | -------- |
| 1     | Асимптоматска или блага укоченост врата и бол у глави                                                  |          |
| 2     | Умерена до јака главобоља, укоченост врата. Нема неуролошких дефицита осим парализе кранијалних нерава | 60%      |
| 3     | Поспаност, минимални неуролошки дефицити                                                               | 50%      |
| 4     | Умерена до тешка хемипареза, могуће неправилно држање, поремећаји вегетативних функција                | 20%      |
| 5     | Дубока кома                                                                                            | 10%      |

## Дијагноза
Већина уџбеника ургентне медицине и неурохирургије пружа ограничене смернице о дијагностичкој тачности и корисности историје болести, физичког прегледа, анализе цереброспиналне течности (ЛП) или компјутеризоване томографије за дијагнозу САК.
Компјутеризована томографија
Собзиром на озбиљну природу стања, мало истраживача је предложило разуман ниво испод којег тестирање није неопходно, што доприноси претераном тестирању и нежељеним последицама које укључују случајне налазе са продуженом неизвесношћу пацијента.
Компјутеризоване томографија лобање је обично дијагностички тест прве линије за процену сумње на САК.
Церебрална ангиографија
Церебрална ангиографија је стандардна метода васкуларног снимања заснована на контрастном агенсу помоћу рендгенских зрака. Међутим, ако је осетљивост висока, мора се обавити у првих неколико сати, пошто се анеуризма као извор крварења мора затворити да би се постигла терапијска корист. Ова дуго развијена метода, у свом посебном облику, као дигитална субтракциона ангиографија, тренутно се сматра супериорном у дијагностичком значају у односу на виртуелне методе васкуларног осликавања компјутерске томографије и магнетне резонанце. Међутим, компјутерска томографија и магнетна резонанцеове обично су брже доступне и мање су стресне за пацијента.
Транскранијална доплер сонографија
Транскранијална доплер сонографија се користи за процену вазоспазма . Као ултразвучна процедура, метода је практично без нежељених ефеката. Треба је  користити свакодневно у првих десет дана након акутног крварења како би се открили вазоспазми који су у почетку без симптома 
У Доплер методи, брзина протока крви се одређује на основу рефлексије од покретних крвних зрнаца. Док се брзине протока испод 100 цм/с сматрају нормалним, вредности изнад 160 цм/с се сматрају критичним.
Лумбална пункција
Пошто компјутеризованa томографијa ране генерације није откри и до 5% САК, традиционално учење сматра да је потребно да се уради лумбална пункција (ЛП) како би се искључило САК и како би се смањила вероватноћа грешке. Ипак, многи пацијенти се плаше да прихвате ЛП јер је она болна и инвазивна метода и може довести до главобоље након пункције код 6% -30% пацијената у зависности од промера игле за ЛП.
Додатне препреке на нивоу клиничара за ЛП укључују време потребно за њено обављање  и низак дијагностички допринос.  Поред тога, ЛП може бити контраиндикована ако пацијент има поремећај крварења, повећан интракранијални притисак или једноставно не пристане на процедуру.
Упркос догми, ЛП се не изводи увек након компјутеризоване томографије, а мултицентричне опсервационе студије извештавају да се мање од половине пацијената са акутном главобољом подвргава ЛП након негативног компјутеризоване томографије да би се „искључио” САК.
Утврђивање ксантохромије
Утврђивање ксантохромије услед распада хемоглобина у ликвору сматра се патогномоничном за САК. Међутим за развој ксантохромије потребно до 12 сати, а метода је склона лажно позитивним резултатима због екс виво хемолизе или хипербилирубинемије.
Националне смернице у Уједињеном Краљевству заговарају коришћење спектрофотометрије за идентификацију ксантохромије, али се скоро све северноамеричке болнице ослањају само на визуелну инспекцију.
Недавни систематски преглед који је упоредио визуелну инспекцију са спектрофотометријом за откривање ксантохромије ликвор није био у стању да извуче закључак због значајне хетерогености у основним студијама.

## Диференцијалне дијагнозе
Добра историја тренутне главобоље је неопходна, чак и код познатих пацијената са мигреном,  ако клиничка слика има било какве необичне аспекте (нпр. тржак облик главобоље, епизоде губитка свести, прва епизода диплопије). Такође бавезно би требало урадите компјутеризовану томографију (КТ) главе и урадите лумбалну пункцију чак и ако је снимак КТ негативан на крв и адекватно проверите да ли постоји ксантохромија.
Од диференцијалних дијагноза требало би имати у виду:
- асептични менингитис
- кластер главобољу
- енцефалитис
- први напад код одрасле особе
- хипертензивну кризу
- интракранијално крварење
- исхемијски мождани удар
- менингитис
- главобољу по типу мигрене
- пролазни исхемијски напад

## Терапија
Пацијенти морају бити примљени и лечени у јединици интензивне неге  уз стриктно мировање и мониторинг у кревету док се не утврди етиологија крварења. Пацијентима не треба дозволити да из било ког разлога излазе из кревета. Сви пацијенти треба да се често неуролошки прегледају. Опрезно користите седативе и аналгетике како би се избегло маскирање налаза неуролошког прегледа
Терапија субарахноидног крварења (САК) код руптуре церебралне анеуризме захтева строгу контролу крвног притиска, ограничење уноса течности и антихипертензивну терапију. Овај приступ је повезан са високом стопом морбидитета и морталитета од исхемијских компликација хиповолемије и хипотензије.
Антихипертензивна терапија
Тренутне препоруке заговарају употребу антихипертензивних средстава када средњи артеријски притисак (САП) прелази 130 ммХг. Интравенски бета-блокатори, који имају релативно кратак полуживот, могу се лако титрирати и не повећавају интракранијални притисак (ИКП). Бета-блокатори су лекови избора код пацијената без контраиндикација.
Већина клиничара избегава употребу нитрата, као што су нитропрусид или нитроглицерин, који подижу ИКП. Хидралазин и блокатори калцијумских канала имају брз почетак и доводе до релативно нижег повећања ИКП него нитрати. Инхибитори ензима који конвертује ангиотензин имају релативно спор почетак и нису лекови прве линије у окружењу акутног САК.
Ендотрахеална интубација
Ендотрахеалну интубацију треба урадити код пацијената који имају кому, смањен ниво свести, немогућност заштите дисајних путева или повећан интракранијални притисак (ИКП). Треба применити интубацију брзе секвенце, ако је могуће, укључујући употребу седације, дефасцикулације, краткоделујуће неуромускуларне блокаде и средстава за слречавање повећања ИКП.
Хипервентилација
Пацијенте са знацима повећаног ИКП или херније треба интубирати и хипервентилирати. Минутну вентилацију треба титрирати да би се постигао парцијални притисак кисоника од 30-35 ммХг. При томе требало би избегавајте прекомерну хипервентилацију, која може потенцирати вазоспазам и исхемију.
Друге интервенције за снижење ИКП
Осмотски агенси (нпр. манитол),  може драматично смањити ИКП (50% 30 минута након примене)
Диуретици петље (нпр. фуросемид) такође могу смањити ИКП
Употреба интравенских стероида (нпр. дексаметазон) за смањење ИКП по неким ауторима је контроверзна, док је је други аутори препоручују
Симптоматска терапија
Стални катетери укључују артеријску линију, централни венски приступ и Фолијев катетер. Профилакса напада и блокада калцијумских канала су стандардне медицинске мере. Неки центри фаворизују проширење запремине за лечење вазоспазма који се развија неколико дана након почетне епизоде крварења.
Пре свих процедура треба применити бензодиазепин кратког дејства, као што је мидазолам. 
Хируршка терапија
Хируршко лечење за спречавање поновног крварења састоји се од реза анеуризме у пределу руптуриране бобице. Ендоваскуларни третман [ 1 ] се све више практикује као алтернатива хируршком клипингу. У том циљу неурохирург мора бити рано укључен у негу пацијента са анеуризматичним САК.

## Компликације
Поновно крварење је најстрашнија рана компликација САК. Највећи ризик од поновног крварења јавља се у прва 24 сата од руптуре (у око 4,1% случајева). Кумулативни ризик од поновног крварења је 19% након 14 дана. Укупна стопа смртности од поновног крварења износи чак 78%. 
Мере за спречавање поновног крварења укључују одмор у кревету у тихој соби, аналгезију и седацију. Дају се омекшивачи столице да би се спречили Валсалвини маневри са резултујућим врховима СКП и ИКП. Клипсирање или намотавање анеуризме је хируршки приступ за спречавање поновног крварења.
Бол је повезан са пролазним повишењем крвног притиска и повећаним ризиком од поновног крварења. Аналгезија се пожељно постиже краткоделујућим и реверзибилним агенсом као што је фентанил. Седација се користи са опрезом како би се избегло изобличење накнадне неуролошке процене. Пожељно средство је бензодиазепин кратког дејства као што је мидазолам. Показало се да антифибринолитици смањују појаву поновног крварења. Међутим, исход се вероватно неће побољшати због истовременог повећања инциденције церебралне исхемије.